# Запис Јовичића липа (Кулиновци)
Запис Јовичића липа (Кулиновци) се налази на парцели чији је власник Јовичић Вељко.

## Локација
| Општина             | Чачак                                                            |
| Катастарска општина | Кулиновци                                                        |
| Потес               | Котарац                                                          |
| Координате          | 43° 51′ 43″ С; 20° 20′ 52″ И / 43.861899999999999° С; 20.3477° И |
| Надморска висина    | 343m                                                             |

## Карактеристике
Дендрометријске вредности утврђене на терену и сателитским снимцима:
| Стабло                     | Липа |
| Висина стабла              | m    |
| Обим дебла                 | m    |
| Пречник крошње             | 7m   |
| Пречник дебла              | m    |
| Висина дебла до прве гране | m    |

## База записа
Запис је у оквиру Викимедија пројекта "Запис - Свето дрво" заведен под редним бројем 0909.